# Krescentin
Krescentin (lat. Crescentinus; ? - 1. lipnja 303.), kršćanski mučenik koji je pogubljen za vrijeme Dioklecijanovih progona. 

## Životopis
Opisan je kao svetac ratnik, jer je po legendi bio rimski vojnik preobraćen na kršćanstvo. Pred progonima je pobjegao u Umbriju i pronašao utočište u današnjem gradu Citta di Castello; u njegovoj okolici je prema predaji ubio zmaja. Zahvaljujući tome je zahvalno lokalno stanovništvo rado prihvatilo kršćanstvo. Prilikom širenja vjere u dolini Tibera je uhićen i pogubljen odrubljivanjem glave. 
Rimokatolička crkva ga kao sveca slavi 1. lipnja.

## Vanjske poveznice
- (tal.) San Crescentino  Arhivirana inačica izvorne stranice od 12. kolovoza 2007. (Wayback Machine)
- (tal.) L'omelia di S.E.R. il Cardinale Sergio Sebastiani  Arhivirana inačica izvorne stranice od 30. rujna 2007. (Wayback Machine)